# Социальная революция
Социальная революция в общественных науках — резкая смена социального строя, с участием больших масс людей. Социальные революции нацелены на устранение препятствий на пути развития общества. Классические примеры социальных революций, часто называемые великими – Английская революция XVII века и Великая французская революция XVIII века. Традиционно в западной историографии они связывались с разрушением «старого порядка» и утверждением основ гражданского общества, в марксистской – с заменой феодального строя буржуазным. Социальная революция включает в себя политическую революцию, поскольку центральным вопросом любой революции является вопрос о власти. Напротив, политическая революция может и не быть социальной в полном смысле слова, хотя социальный момент в ней обычно играет немаловажную роль.

## В марксизме и анархизме
Социальная революция — переход к новому, более прогрессивному способу производства и устройству общества. Её необходимо отличать от:
- эволюции — частичных и медленных изменений, постепенно меняющих общество;
- реформ — преобразований «сверху» в рамках развития существующего строя;
- восстаний, бунтов — противодействия «снизу» существующему строю, не ведущему к созданию нового строя). Восстание может являться поводом для социальной революции;
- государственных переворотов — переход власти к другой группе внутри того же класса, например: военные перевороты, оранжевые революции (инспирированный из-за рубежа захват власти опозицией, неспособной прийти к власти законным способом), демократические революции (допуск к власти всего господствующего класса или привлечение им союзников, что делает политический режим более демократическим);
- возникновения новых и упадка старых общественно-экономических укладов и представляющих их социальных сил, происходящих без перехода власти (по марксизму);
- регрессивных изменений.